# رودولف اشتروطمن

رودولف اشتروطمن (بالألمانية: Rudolf Strothmann) (1877 - 1960 م) هو مستشرق ولاهوتي ألماني اهتم خصوصاً بالمذاهب الباطنية في الإسلام.
ولد في 4 سبتمبر 1877 في مدينة لنجريش Lengerich (في إقليم فستفاليا Westfalen غربي ألمانيا). وتعلم في جامعتي هلّه Halle وبون Bonn وكان من تلاميذ كارل بروكلمن. وتخصص في اللاهوت. وصار مدرساً Oberlehrer في مونستر Münster في 1905، وقسيساً ومرشداً للدراسات في سولبفورتا Schulpforta من 1907 حتى 1923.
ودعي في 1923 ليكون أستاذاً للدراسات الشرقية في جامعة جيسن Giessen.
وفي 1927 خلف هلموت رتر Ritter أستاذاً للدراسات الشرقية في همبورج واستمر أستاذاً في همبورج حتى تقاعده في 1947.
وظل اشتروطمن طوال حياته لاهوتياً شديد التقوى، مهتماً بالدراسات الدينية وفهم الظاهرة الدينية بوجه عام. وهذا هو الذي أدّى به إلى دراسة الإسلام. واهتم خصوصاً في ميدان الإسلام بالمذاهب المستورة والفرق الدينية الإسلامية القليلة الانتشار.
فعني أولاً بدراسة الزيدية، المنتسبين إلى زيد بن علي بن أبي طالب، وهي فرقة شيعية معتدلة تعترف بخلافتي أبي بكر وعمر. وقد أصدر في هذا المجال الدراسات التالية:
1 ـ «مؤلفات الزيدية» (مجلة Der Islam 1910 عدد 1، ص 354 ـ 367؛ وعدد 2، 1911، ص 48 ـ 78).
2 ـ «مذهب الزيدية في الإمامة» ـ اشتراسبورج، 1912.
3 ـ «العبادات في مذهب الزيدية» ـ اشتراسبورج 1912.
ثم انكب بعد ذلك على سائر فرق الشيعة: من اثنا عشرية، وإسماعيلية، ونصيرية، ودروز، فضلاً عن الفرق الغريبة في الإسلام. ونورد فيما يلي ثبتاً بأبحاثه ونشراته بحسب ترتيب ظهورها.
4 ـ «أبحاث في المبتدعة: اليزيدية عند المؤلفين الإسلاميين، يزيد الأول في الأدب الشعبي الإسلامي» (Islam 4 [1913]، ص 72 ـ 86).
5 - « مشكلة شخصية يزيد بن علي كما في المصادر المكتوبة » (Islam 13 ] 1913[ ، ص 72 – 86 ).
6 ـ «بدر ـ أُحُد وكربلاء» في مجلة OLZ سنة 1926، ص 809 ـ 818).
7 ـ «الشيعة الاثنا عشرية: بيانان لخصائصها الدينية من العصر المغولي» ـ ليبتسك، 1926.
8 ـ «مؤلفات الشيعة» (فهرس كتب للناشر أوتوهرّسفتس برقم 405، سنة 1926).
9 ـ «المركز الديني والعقائدي للإباضية؛ مؤلفات الإباضية، مؤلفات الاثنا عشرية» (عند الناشر أوتوهرّسفتس، 1927 في مجموعة Ephèmèrides Orientales).
10 ـ «البربر والإباضية» (Islam جـ 17 1928 ص 258 ـ 279).
11 ـ «علم العقائد الإسلامية وكتاب مقالات الإسلاميين للأشعري» (der Islam جـ 19، سنة 1931، ص 193 ـ 242).
12 ـ «مخطوطات ومطبوعات» (Islam جـ 1، 1933، ص 292 ـ 311).
13 ـ «دائرة معارف الإسلام» جـ 3 و جـ 4، 1936 و 1934، مواد: السبعية (ظهرت 1924) الشيعة (1927)، التقيّة (1928)، التشبيه (1929)، التعزية (1930)، الثنوية (1930)، المحمدية (1933)، الظاهرية (1934).
14 ـ «من تاريخ الفرق المبتدعة في الإسلام» (في مجلة Islamic Culture جـ 12، 1938 ص 5 ـ 16).
15 ـ «رد الدروز على هجوم النصيرية» (Islam جـ 25، 1939 ص 269 ـ 281).
16 ـ «المذهب السرّي للباطنية بحسب كتاب «عقيدة أهل البيت» لمحمد بن الحسن الديلمي» (bibliotheca Islamica) المجلد رقم 11، استانبول 1939).
17 ـ «نصوص غنوصية للإسماعيلية: المخطوط العربي في الأمبروزيانا برقم H75 (أعمال أكاديمية العلوم في جيتنجن، القسم الفيلولوجي التاريخي، 3، 28، 1943).
18 ـ «ميمون بن القاسم الذي من طبرية: أعياد النصيرية. متن أساسي في دولة العلويين في سوريا» (مجلة Islam جـ 3، 1946).
19 ـ «الإسلام: الفِرَق» (في «متن علم الدين» بإشراف G.Mensching جـ 1 برلين 1948 ص 95 ـ 108).
20 ـ «النصيرية في سوريا اليوم» (في «أخبار أكاديمية العلوم في جيتنجن»، القسم الفيلولوجي التاريخي، عدد 4، 1950).
21 ـ «كتاب «الكشف» لجعفر بن منصور اليمن» (في مجموعة Islamic Research Association Series، عدد 13 1952).
22 ـ «النصيرية بحسب مخطوط برلين العربي رقم 4291» (في مجموعة Documenta Islamica Inedita sacrum Ricardo Hartmann، برلين 1952 ص 173 ـ 187).
23 ـ «فرق شرقية سرّية في أبحاث الغربيين ومخطوط كيل Kiel رقم 19 عربي» (أعمال الأكاديمية الألمانية للعلوم في برلين، قسم اللغة والأدب والفن، 1952، عدد رقم 5، برلين 1953).
24 ـ «فقه الإسماعيلية» (Islam جـ 31، 1954، ص 131 ـ 146).
25 ـ «تفسير إسماعيلي للسور من 11 إلى 20 ـ مخطوط الأمبروزيانا العربي رقم H.76» (أعمال أكاديمية العلوم في جيتنجن، القسم الفيلولوجي التاريخي، عدد 3، 31، 1955).
26 ـ «آراء سرّية غريبة عند النصيرية: حكايات وأخبار عن السادة المقدسين من أهل البيت» (أعمال الأكاديمية الألمانية للعلوم في برلين، قسم اللغة والأدب والفن، 1956، العدد رقم 4، برلين 1958).
27 ـ «المباهلة بحسب النقول والطقوس» (Islam جـ 33، 1958، ص 5 ـ 29).
28 ـ «تناسخ الأرواح عند النصيرية» (مجلة Oriens جـ 12، ص 89 ـ 114).
ومن هذا الثبت يتبين أن عمل اشتروطمن الأساسي تركز حول الشيعة، بفروعها المغالية، وحول بعض الفرق الشاذة في الإسلام. وهذا العمل جمع بين نشر النصوص النادرة، وبين الدراسة التفصيلية، وبين بيان المؤلفات.
وإلى جانب هذه الدراسات في ميدان الفرق الإسلامية، اهتم اشتروطمن بتاريخ الكنائس الشرقية. ونشر في هذا المجال:
29 ـ كتاباً بعنوان: «الكنيسة القبطية في العصر الحديث» (ضمن مجموعة: Beiträge zur Historischen Theologie العدد رقم 8 سنة 1932 في توبنجن).
30 ـ ومقالاً بعنوان: «المسيحية الشرقية اليوم ومصير الأثوريين» («مجلة تاريخ الكنيسة» جـ 55 1936، ص 17 ـ 82).
31 ـ ومقالاً آخر بعنوان: «الشرق وكنائسه في منظور التوحيد بين الكنائس» (أو «في منظور مسكوني») وظهر في مجلة «أوراق لاهوتية» Theologische Blätter جـ 17، 1938 ص 227 ـ 242).
وإلى جانب نشاطه في التأليف أشرف اشتروطمن على إصدار مجلة Der Islam وهي تتلو في الأهمية مجلة ZDMG منذ 1927، واشترك معه في إصدارها ابتداء من 1948، برتولد اشبولر Spuler الذي سيخلفه وحده بعد وفاته (في 1960).